# Estado Libre de Waldeck-Pyrmont
El Estado Libre de Waldeck-Pyrmont, más tarde el Estado Libre de Waldeck, fue un estado constituyente de la República de Weimar. Fue creado tras la revolución alemana que forzó al príncipe Federico de Waldeck y Pyrmont junto con los otros monarcas alemanes a abdicar.
El 30 de noviembre de 1921, siguiendo un plebiscito local, la ciudad y distrito de Pyrmont fueron separados e incorporados a la provincia prusiana de Hannover. El resto del estado fue incorporado al Estado Libre de Prusia en 1929, siguiendo otro plebiscito, y se convirtió en parte de la provincia de Hesse-Nassau. Este territorio es hoy parte del distrito de Waldeck-Frankenberg en Hesse.

## Presidentes de Estado Libre de Waldeck-Pyrmont (1918-1929)
| Nombre | Nombre             | Asume el cargo | Deja el cargo | Partido | Partido       |
| ------ | ------------------ | -------------- | ------------- | ------- | ------------- |
|        | Karl von Redern    | 1918           | 1920          |         | Independiente |
|        | Wilhelm Schmieding | 1920           | 1929          |         | DVP           |
|        | Herbert Herberg    | 1929           | 1929          |         | DVP           |